# Bourgbarré
Bourgbarré (bretonisch: Bourvarred; Gallo: Bórg-Baraé) ist eine französische Gemeinde mit 4.692 Einwohnern (Stand: 1. Januar 2022) im Département Ille-et-Vilaine in der Region Bretagne. Sie gehört zum Arrondissement Rennes und zum Kanton Janzé. Die Einwohner werden Bourgbarréen genannt.

## Geografie
Die Gemeinde liegt etwa 15 Kilometer südlich des Stadtzentrums von Rennes, am Fluss Ise. Umgeben wird sie von den Nachbargemeinden Saint-Erblon im Norden und Nordwesten, Saint-Armel im Norden und Nordosten, Corps-Nuds im Osten und Südosten, Chanteloup im Süden und Südwesten sowie Orgères im Westen.

## Bevölkerungsentwicklung
| 1962                       | 1968 | 1975 | 1982 | 1990 | 1999 | 2006 | 2017 |
| -------------------------- | ---- | ---- | ---- | ---- | ---- | ---- | ---- |
| 819                        | 855  | 1139 | 1709 | 2004 | 2322 | 2954 | 4132 |
| Quellen: Cassini und INSEE |      |      |      |      |      |      |      |

## Sehenswürdigkeiten
- Granitkreuz am Friedhof aus dem 15. Jahrhundert, seit 1946 Monument historique
- Kirche Sainte-Trinité mit Interieur (ebenfalls Monument historique)
- See von Beauvais